# Mesosa ornata
Mesosa ornata är en skalbaggsart som beskrevs av Charles Joseph Gahan 1895. Mesosa ornata ingår i släktet Mesosa och familjen långhorningar.
Artens utbredningsområde är Myanmar. Inga underarter finns listade i Catalogue of Life.